# Via Garibaldi (Torino)
Via Garibaldi è una via pedonale, tra le principali del centro storico di Torino, che collega piazza Castello con piazza Statuto e rappresenta una delle più antiche vie cittadine, nonché uno degli assi principali della Iulia Augusta Taurinorum, sino a via della Consolata. Sotto Vittorio Amedeo II venne prolungata all'attuale corso Valdocco e nell'Ottocento venne infine collegata a piazza Statuto mediante l'ultimo tratto provvisto di edifici con portici. Da sempre via principale della città, per la sua lunghezza, fino al 1882 era nota ai torinesi come Contrà Dòira Gròssa (in italiano "Contrada di Dora Grossa"). Circondata da palazzi del Settecento, è considerata, con i suoi 963 metri di sviluppo e nota come "decumanus maximus", la seconda via europea pedonale più lunga, dopo rue Sainte-Catherine a Bordeaux.
La via fa da "spartiacque" ideale tra le vie che la attraversano, per cui vie sullo stesso asse hanno nomi diversi nel tratto lato nord rispetto a quello lato sud e le rispettive numerazioni civiche iniziano dall'intersezione con via Garibaldi.

## Storia

### Dadecumanus maximusa Contrada di Dora Grossa

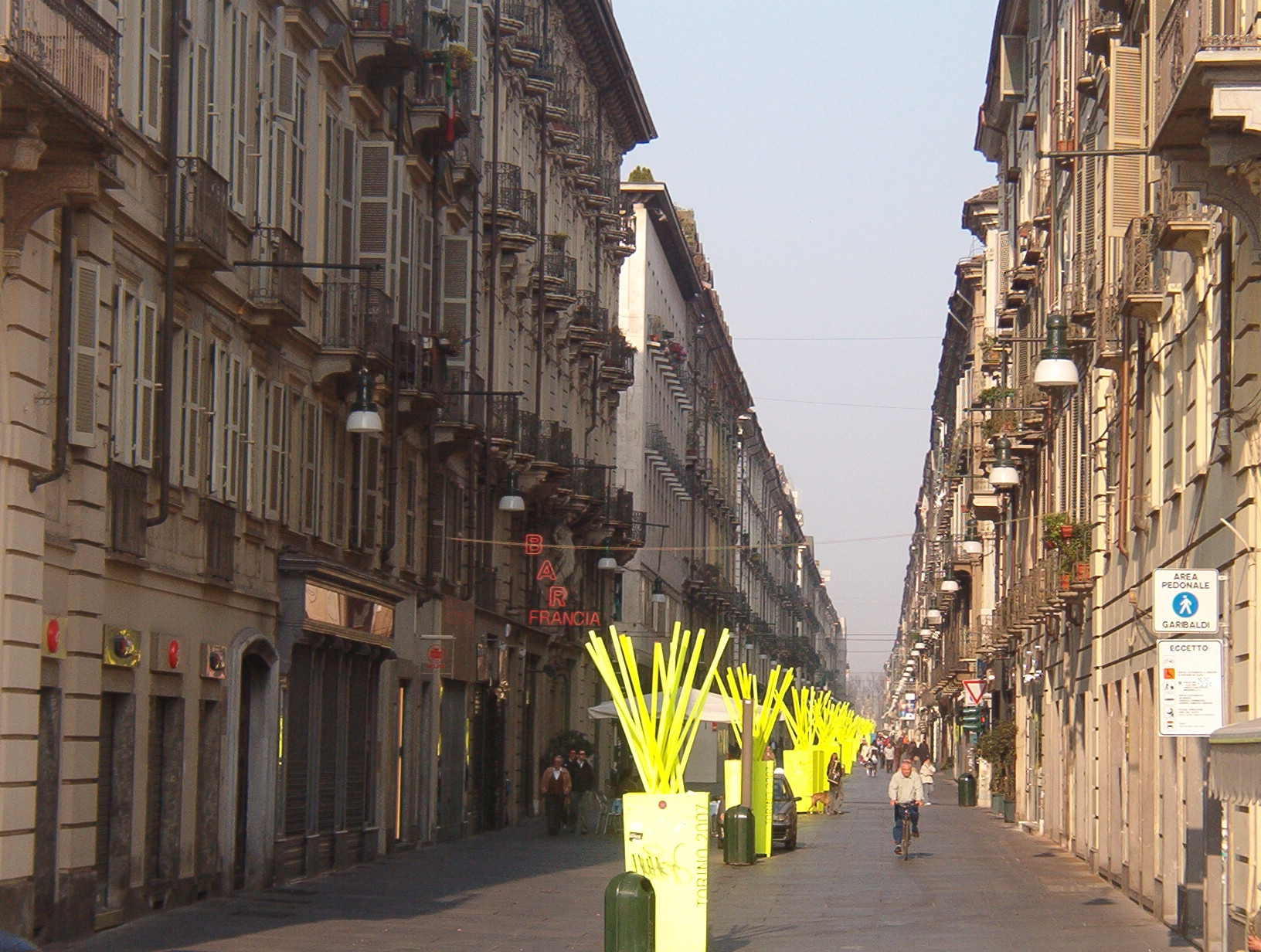
Inizio di via Garibaldi da piazza Castello. Come si può notare, la via è spesso decorata in occasione di manifestazioni nella città.

La storia di via Garibaldi è antica quanto la città. In epoca romana, era il decumanus maximus dell'allora Julia Augusta Taurinorum e costituiva, insieme al cardo maximus (ovvero le attuali via San Francesco e via Porta Palatina), uno dei due principali assi dell'antica città romana, che allora contava appena cinquemila abitanti e collegava due delle quattro porte di accesso alla città: la Porta Decumana e la Porta Prætoria.
La Porta Decumana è tuttora individuabile nelle torri anteriori di palazzo Madama, mentre la porta occidentale, ovvero la Porta Prætoria, era collocata sull'attuale via Garibaldi, all'altezza di via della Consolata.
La via si deteriorò durante il periodo successivo alla caduta dell'Impero romano d'Occidente, riducendosi ad appena quattro metri di larghezza e facendosi angusta e sterrata, costeggiata da edifici bassi in mattoni e alcuni slarghi in corrispondenza dei templi trasformati in chiese; a quel tempo era denominata strata Civitatis Taurini.
Mantenne nondimeno la sua funzione commerciale, data dalla sua notevole importanza: questo era il percorso che facevano i mercanti che, entrando in città dalla Porta Segusina, l'attraversavano. Appunto per questo, uno dei diversi nomi che la via assunse nel tempo fu "via Sant'Espedito", protettore dei mercanti.
Tuttavia, con il tempo, la strada assunse il nome di Contrada Dora Grossa, dovendo tale nome, con tutta probabilità, a un progetto piuttosto curioso realizzato per volontà di Emanuele Filiberto: nel 1573 egli ordinò di canalizzare la vicina Dora e l'acqua di altri canali cittadini per utilizzarla al fine di ripulire i vicoli della città. In piemontese la parola dòira, infatti, indica un piccolo torrente o rigagnolo e poiché la nuova dòira realizzata lungo la via era divenuta uno dei principali canali della città, la strada prese da essa la sua denominazione storica.

### Il nuovo tracciato di via Dora Grossa
Dal 1714 i lavori ordinati da Vittorio Amedeo II di Savoia e continuati dal successore Carlo Emanuele III, in collaborazione con Filippo Juvarra, ne ridefinirono il perimetro e ne prolungarono il tracciato.
Nell'Ottocento, a seguito dei nuovi ampliamenti della città, via Dora Grossa venne collegata a piazza Statuto.
Poiché rappresentava la via principale della città, sulla quale sorgevano molti dei più importanti edifici, già dal 1730 essa fu dotata di un sistema di marciapiedi, oggi considerato con buona probabilità il più antico d'Europa. Fu anche una delle poche strade torinesi lastricate, invece del normale terreno battuto che caratterizzava le vie cittadine del tempo.
Rimodernata lungo tutto il XVIII secolo, via Dora Grossa vide costruire ai suoi lati splendide chiese e accrescere sempre più il prestigio dato dalle sue attività commerciali.

Dopo l'occupazione francese durante il periodo napoleonico la via fu rinominata rue du Mont-Cenise (via Moncenisio), ma con il ritorno dei Savoia nel 1814 tornò a chiamarsi via Dora Grossa.

In seguito all'Unità d'Italia, infine, essa venne intitolata a Giuseppe Garibaldi.
Strada percorsa da traffico pubblico e privato intenso, fu dapprima riservata al solo traffico pubblico (tram, autobus e taxi) e poi, nel 1979, dopo molte discussioni e polemiche cittadine, è diventata interamente pedonale.

## Edifici d'interesse
Lungo il percorso vi sono:
- Chiesa dei Santi Martiri
- Chiesa della Santissima Trinità
- Chiesa di San Dalmazzo
- Palazzo Biandrate Aldobrandino di San Giorgio
- Palazzo Scaglia di Verrua
- Palazzo Saluzzo di Paesana